# Дрожащие согласные
Дрожащие согласные (вибранты) в фонетике — один из видов согласных, образуются вибрацией артикуляционного органа об место артикуляции. Например, испанский звук, передаваемый диграфом rr означает альвеолярный дрожащий согласный.
Дрожащие согласные отличаются от одноударных согласных, при произношении которых вибрации не происходит. Так, в баскском языке противопоставляются одноударный /ɾ/ и многоударный /r/, а замена одной из этих фонем на другую может влиять на смысл слова: ero «сумасшедший» — erro «корень».
Обычно вибрация состоит из 2-3 периодов, но количество вибраций может быть и более 5 в случае геминации. Тем не менее дрожащие согласные могут быть произнесены и с одним единственным периодом, но и тогда их артикуляция отличается от одноударных согласных.

## МФА
В Международный фонетический алфавит включены следующие дрожащие согласные:
- [r] — Альвеолярный дрожащий согласный
- [ʙ] — Губно-губной дрожащий согласный
- [ʀ] — Увулярный дрожащий согласный
- [ᴙ] — Эпиглоттальный дрожащий согласный

Губно-губные дрожащие согласные довольно редки. Среди корональных дрожащих согласных наиболее часто встречается альвеолярный [r͇], но встречается зубная и постальвеолярная артикуляция [r̪] и [r̠].